# Bunratty
Bunratty (irisch Bun Raite – „Mündung [des Flusses] Raite“) ist ein Dorf im Westen Irlands im County Clare mit 288 Einwohnern (Volkszählung 2022).

## Lage
Bunratty liegt etwa 15 Kilometer westnordwestlich von Limerick am Shannonästuar, in den hier der Owengarney River (Abhainn Ó gCearnaigh, auch: Ratty River, Abhainn Raite) mündet. Die Ortschaft wird umfahren durch die N18 von Limerick nach Shannon und Ennis.

## Geschichte
Bunratty geht vermutlich auf eine Wikingersiedlung aus dem 10. Jahrhundert zurück. Diese soll durch Brian Boru 977 zerstört worden sein. Der anglonormannische Lehnsmann Mucegros durfte ab 1250 in Bunratty einen Markt abhalten. 1277 ließ er dann Bunratty Castle am Ratty River errichten. Erster Burgherr wurde Richard de Clare. Zu dieser Zeit war Bunratty eine große Stadt mit ca. 1000 Einwohnern. 1314 brannte die Stadt ab. 1332 wurde das damalige Bunratty Castle geschleift. 
Bunratty wurde in der heutigen Gestalt Anfang des 15. Jahrhunderts durch die Familie der MacNamaras neu errichtet. Zwischenzeitlich wurde der Familienclan der O’Briens Eigentümer, bis Anfang des 18. Jahrhunderts die Familie Studdert Eigentümer wurde. Sie baute 1804 in der Stadt Bunratty House. Noch 1841 hatte Bunratty 1320 Einwohnern. Mit der Großen Hungersnot sank die Bevölkerungszahl erheblich.
In den 1950er war das ruinöse Bunratty Castle durch die irische Regierung restauriert worden. Mit der Öffnung 1960 wurde es zu einem der wichtigsten Touristenmagneten in Irland. Ergänzt wurde es durch den Bunratty Folk Park.
Der Pub Durty Nelly’s soll einer der ältesten noch in Irland betriebenen Pubs sein. 

## Internationales Schachfestival
Seit 1994 findet im Bunratty Castle Hotel in jedem Jahr das Bunratty International Chess Festival statt. 

## Bilder

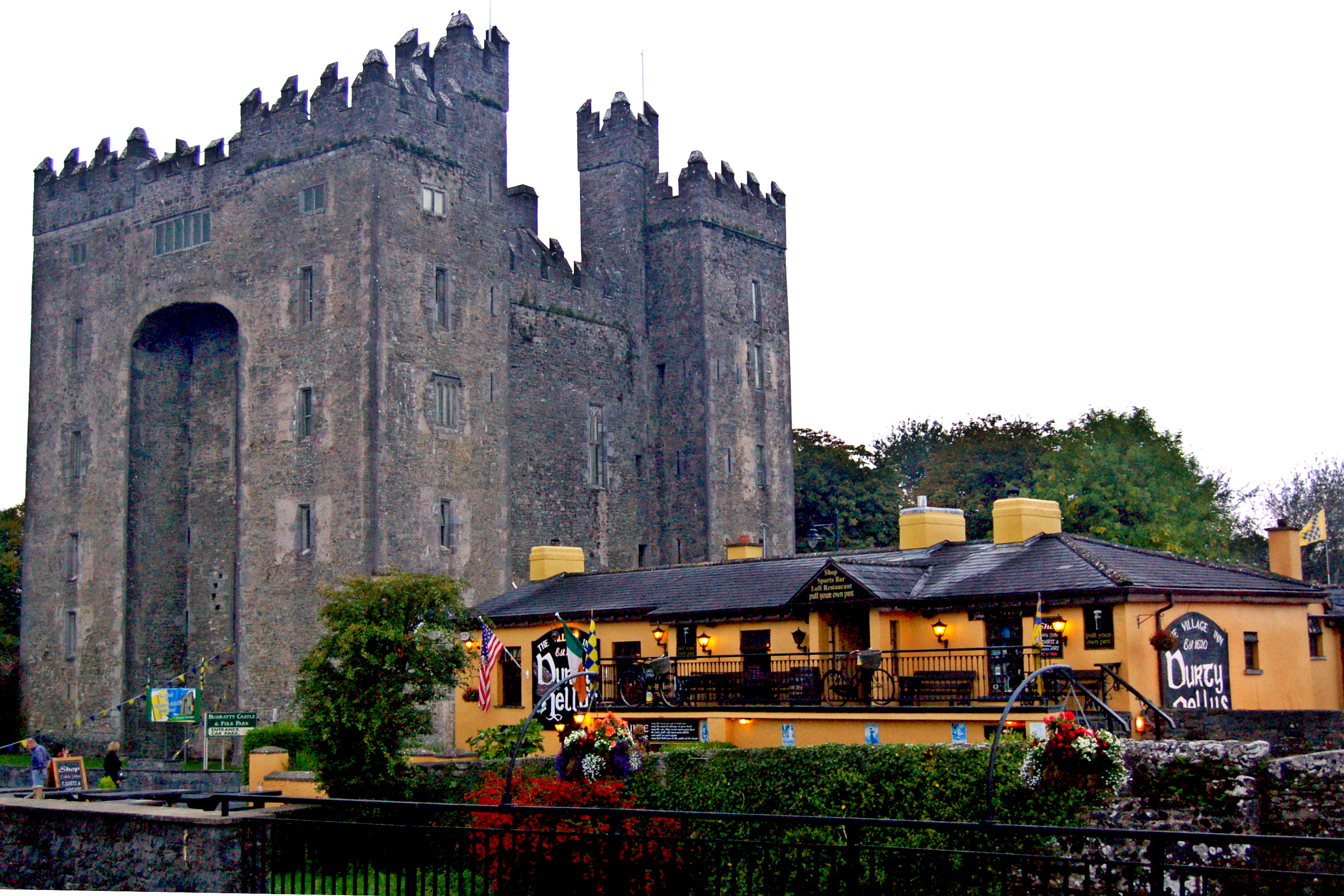
Bunratty Castle und Durty Nelly’s Pub
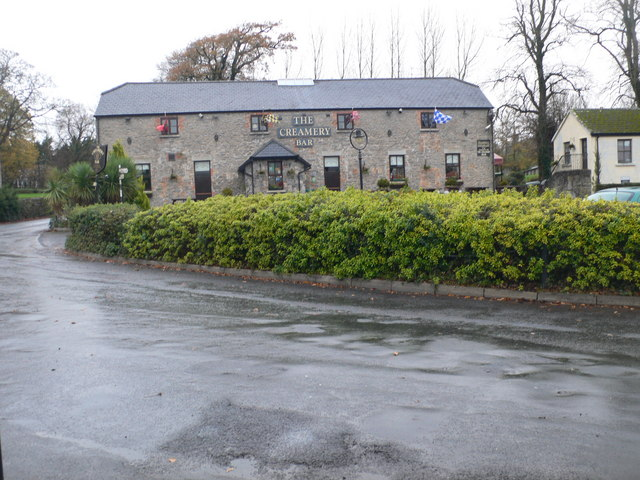
Molkerei am Fluss
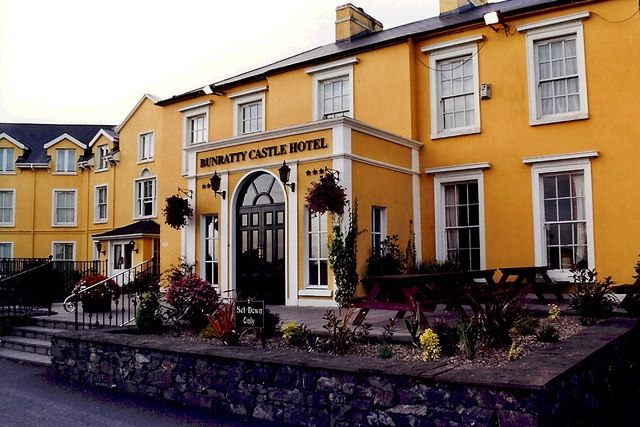
Bunratty Castle Hotel
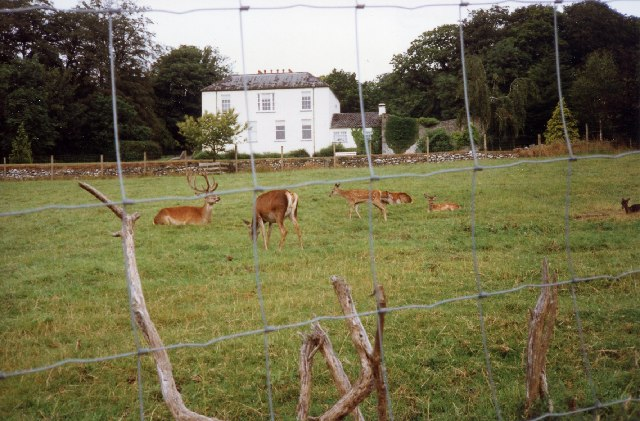
Bunratty House und Wildgehege
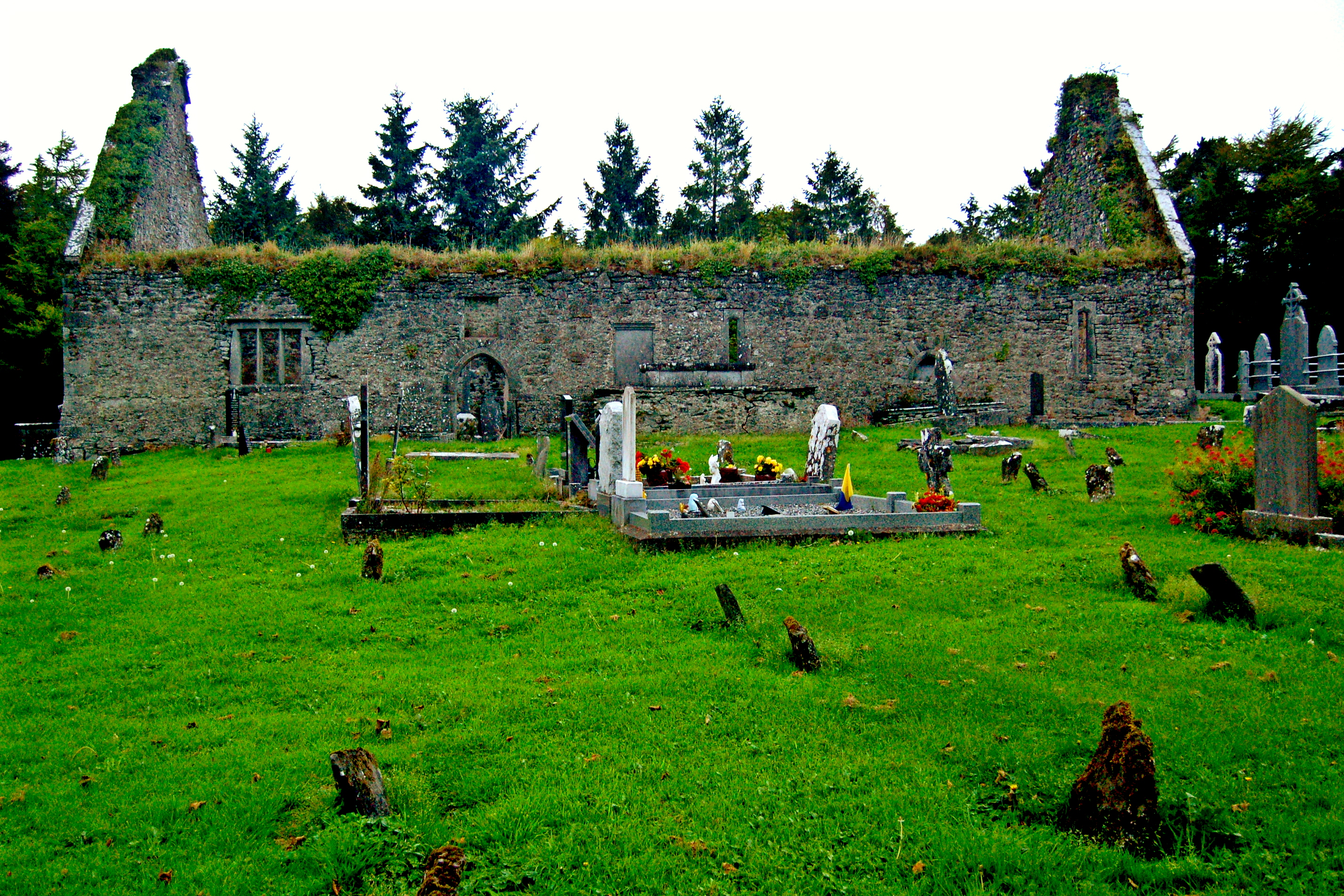
Kirchruine von Bunratty